# Beatriz Moreno
Beatriz Moreno (Ciudad de México, 10 de febrero de 1953) es una actriz de teatro y televisión mexicana conocida por sus participaciones en telenovelas. Comenzó estudiando actuación en la Asociación Nacional de Actores para dedicarse al teatro.
Su primer papel secundario para la televisión fue una adaptación de la novela Humillados y ofendidos que llevaría el mismo nombre. Es hija del actor de la época de oro del cine mexicano José Elías Moreno y hermana del también actor José Elías Moreno y de Angelina "Gelita" Moreno.

## Filmografía

### Telenovelas
- Amor amargo (2024).... Bienvenida Ruíz[3]
- El amor no tiene receta (2024)… Guadalupe Ruiz vda. de Roble[4]
- Vencer la culpa (2023).... Doña Efigenia Cruz[5]
- Vencer el pasado (2021) .... Doña Efigenia Cruz[6][7]
- Te acuerdas de mí (2021).... Cándida[8]
- Vencer el desamor (2020-2021).... Doña Efigenia Cruz[9]
- Vencer el miedo (2020).... Doña Efigenia Cruz[10]
- Caer en tentación (2017-2018).... Jovita
- Enamorándome de Ramón (2017).... Madre Anselma
- Simplemente María (2015-2016).... Hortensia Miranda
- La sombra del pasado (2014-2015).... Dominga Herrera de Otero
- Mentir para vivir (2013).... Rosa Toscano
- Miss XV (2012).... Teodora Cuevas
- Ni contigo ni sin ti (2011).... Clara de la Reguera vda. de Cornejo
- La fuerza del destino (2011).... Estela
- Zacatillo, un lugar en tu corazón (2010).... Josefa "Pepita" López y López de Boturini[11]
- Lola, érase una vez (2007-2008)....  Petra Sigrid Van Beethoven
- Heridas de amor (2006).... Amparo Jiménez
- Alborada (2005-2006).... Adalgisa Sánchez "Ada"
- Corazones al límite (2004).... Francisca "Paquita" Ávila de Pérez[12]
- Clase 406 (2002-2003).... Blanca Inés 'Blanquita' Beteta
- Mujer bonita (2001).... Jesusa
- Primer amor a mil x hora (2000-2001).... Benita Morales
- El privilegio de amar (1998-1999).... Doña Charo
- Mi pequeña traviesa (1997).... Rosa
- Para toda la vida (1996).... Matilde
- María la del barrio (1995-1996).... Felipa
- Ángeles sin paraíso (1992).... Antonia "Toña" Ortiz
- El abuelo y yo (1992).... Lola
- Carrusel (1989-1990).... Felicia Orraca
- Rosa salvaje (1987-1988).... Eulalia
- Cicatrices del alma (1986).... Panchita
- Los años felices (1984).... Fresia
- La fiera (1983-1984).... Lina
- Chispita (1982-1983).... Lola
- Mamá Campanita (1978-1979)
- Humillados y ofendidos (1977-1978)[13]

### Series de televisión
- Esta historia me suena (2023)[14]
- Pena ajena (2022) .... Vero[15]
- Como dice el dicho (2018) .... Miranda (Episodio: "Brasa trae en el seno la que cría hijo ajeno")
- Mujeres asesinas (2009).... Lupita  ("María, pescadera")
- La rosa de Guadalupe (2008) (1 episodio: "Promesas imcumplidas")
- Mujer, casos de la vida real (2000-2004) (Varios episodios)
- Diseñador ambos sexos Capítulo 20: "Valente reina del desierto" (2001) .... Pasajero de avión
- El Chapulín Colorado (1974)
- El Chavo del 8 (1974) - Posadera

### Películas
- Paraíso (2013) Mamá de Carmen
- Sin memoria (2010) - Graciela
- Secretos de familia (2009) - Mago
- Pan comido (2004)
- Atrapados (1995) - Beatriz
- El ganador (1992)
- El último escape (1990) - Trini
- Había una vez una estrella (1989) - Inés
- Coqueta (1983) - Sara
- María de mi corazón (1979)
- La palomilla al rescate (1976)
- Santa Claus (1958)

### Teatro
- En la esquina de las desdichas (2017)[16]
- Volando al sol (2015)[17]
- La casa de Bernarda Alba (2014)
- Bodas de sangre (2012)

## Premios y nominaciones

### Premios TvyNovelas 2016
| Categoría              | Telenovela           | Resultado |
| ---------------------- | -------------------- | --------- |
| Mejor actriz coestelar | La sombra del pasado | Nominada  |

### Premios Califa de Oro 2010
| Categoría               | Telenovela                       | Resultado |
| ----------------------- | -------------------------------- | --------- |
| Mejor actuación del año | Zacatillo un lugar en tu corazón | Ganadora  |